# Cyrtomium urophyllum
Cyrtomium urophyllum är en träjonväxtart som beskrevs av Ren-Chang Ching. Cyrtomium urophyllum ingår i släktet Cyrtomium och familjen Dryopteridaceae. Inga underarter finns listade.